# Crawford Palmer
Crawford Henry Palmer (Ithaca, 14 settembre 1970) è un ex cestista statunitense naturalizzato francese.

## Carriera
Con la Francia ha disputato i Giochi olimpici di Sydney 2000 e i Campionati europei del 2001.

## Palmarès
- Campionato francese: 1

Strasburgo: 2004-05
- McDonald's All-American Game (1988)
- Campione NCAA (1991)